# Kék fák
A Kék fák (Les arbres bleus) Paul Gauguin festménye, amely a koppenhágai Ordrupgaard gyűjteményének része.
A kép 1888-ban készült szintetista stílusban. Az olajjal vászonra festett kép 92 × 73 centiméteres, Gauguin Párizsban alkotta. Kompozíciójával és színhasználatával jelentősen elütött a kortárs tájképektől. Gauguin két hullámzó felszínre osztotta a tájat, amelyek határát sötét, széles kontúrvonal jelzi. A képhez kiegészítő színeket használt, mint például narancsot és bíbort, amelyek egymás mellé helyezése erős vizuális hatással bír.
A perspektíva szintén szokatlanː a fák mögött elterülő földek szinte eltakarják a horizontot, és úgy tűnik, mintha a lapos felszín a szemlélő felé dőlne. A kék fatörzsek fokozzák az idegenség érzetét, amely Paul Gauguin teljes művészetére jellemző. A fatörzsek takarásában két alig látható alakot helyezett el a művész, a szemlélőre bízva, hogy milyen eseményt lát bele a kettősbe.
A kép részlete látható azon a portréképen, amelyet Paul Gauguin 1888 novemberében az arles-i Augustine Roullinról, a helyi postás feleségéről festett.